# Erythrocercus livingstonei
Monarca-de-livingstone ou papa-moscas-dourado (Erythrocercus livingstonei) é uma espécie de ave da família Cettiidae.
Pode ser encontrada nos seguintes países: Malawi, Moçambique, Tanzânia, Zâmbia e Zimbabwe.
Os seus habitats naturais são: florestas secas tropicais ou subtropicais e matagal húmido tropical ou subtropical.